# Ortelsbruch

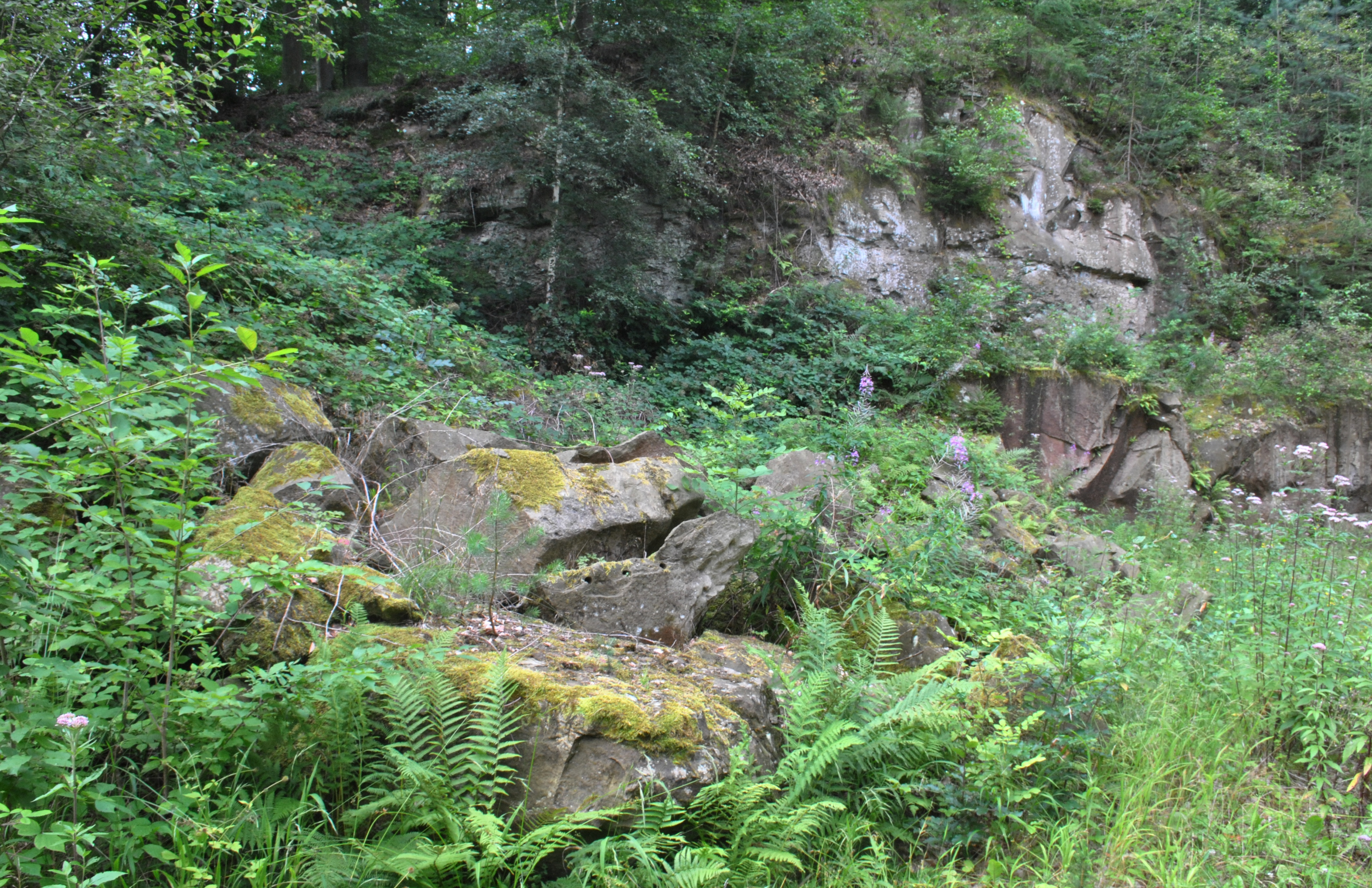
Der Ortelsbruch bei Abtswind

Der Ortelsbruch (offiziell Ortelsbruch ESE von Abtswind) ist ein Geotop in der Gemarkung von Abtswind im unterfränkischen Landkreis Kitzingen. Der Schilfsandstein aus dem Steinbruch wurde insbesondere im 18. Jahrhundert von bedeutenden Künstlern für Bauwerke und Bildhauerarbeiten verwendet.

## Geografische Lage

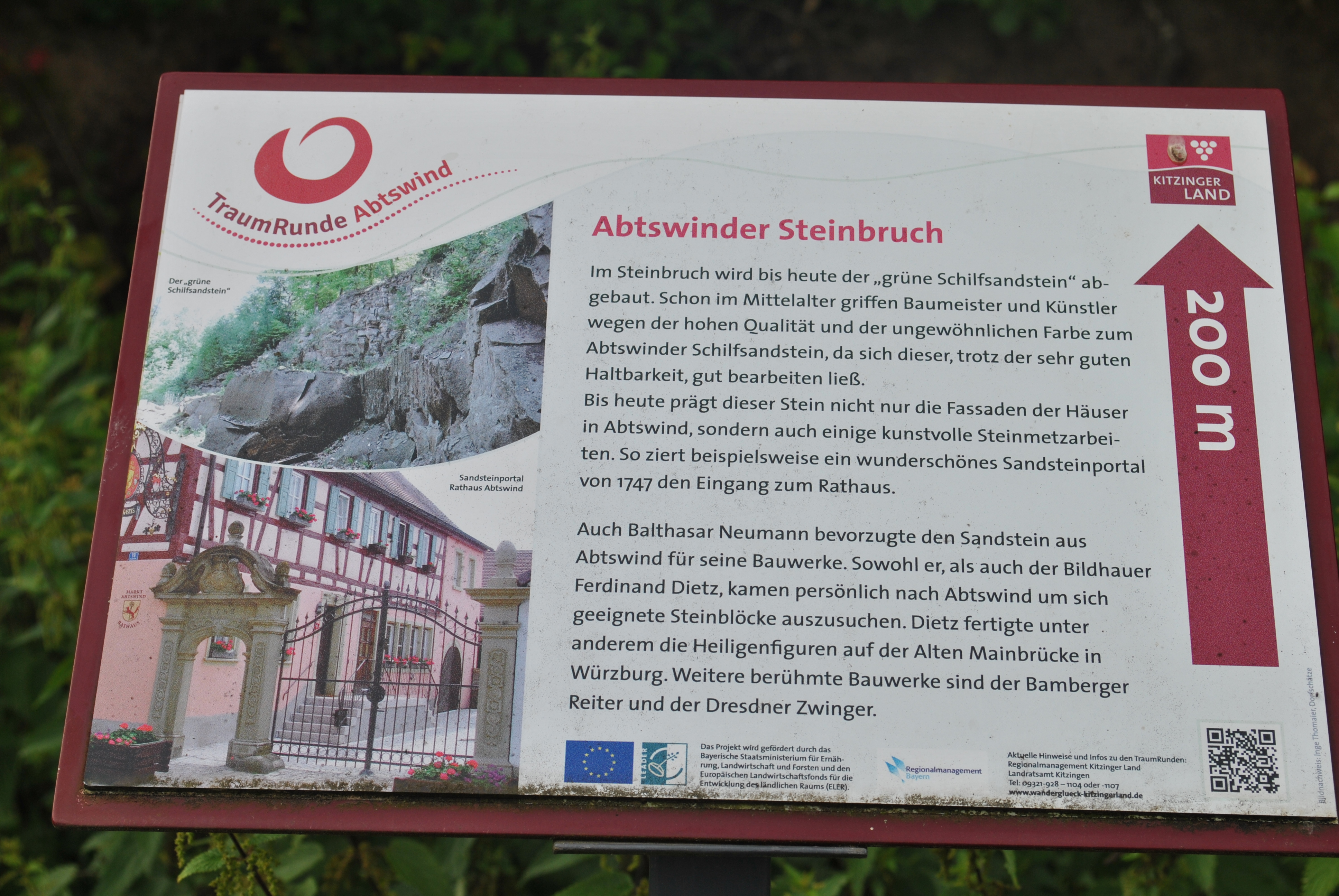
Infotafel zum Steinbruch und Geschichte

Der Ortelsbruch liegt auf etwa 385 m ü. NHN im Osten der Abtswinder Gemarkung an der Nordseite des zur Gemeinde gehörenden Friedrichsbergs, der bis zum 18. Jahrhundert auch Mönchsberg genannt wurde. Nördlich schließt sich die Flurlage Ortel an, von der die Steinbrüche ihren Namen haben. Sie wird von der Kreisstraße KT 15 begrenzt, die hier als Rehweiler Straße verläuft. Südlich der Brüche erhebt sich das Sommerschloss Friedrichsberg. Naturräumlich ist der Bruch im Mittleren Steigerwald verortet, wobei der Friedrichsberg die westliche Begrenzung des Mittelgebirges bildet. Der Ortelsbruch nimmt einen markanten Osthang des Berges ein und wird heute von mehreren Wanderwegen durch den Steigerwald erschlossen.

## Etymologie
Der Name des Steinbruchs leitet sich aus dem Altsächsischen ab, wobei das Wort „arut“ Erz bzw. Eisenerz zum heutigen Präfix Ortels- abgeändert wurde. Abtswind und seine Gemarkung liegen im sogenannten fränkischen Wendland, in dem sich viele Ortsnamen auf verschiedene slawisch-wendische Ursprünge zurückführen lassen. Michael Steinbacher verweist auf den frühmittelalterlichen Eisenerzabbau im Steigerwald und seinem Vorland. Der weiter im Süden befindliche Ohrenberg bei Marktbreit hat die gleichen sprachlichen Wurzeln. Hinweise auf den Zusammenhang zwischen slawischer Besiedlung und dem Erzabbau finden sich außerdem bei Orten in der bei Berlin gelegenen Schorfheide, wie Ortstein und Ortsteinbach.

## Beschreibung

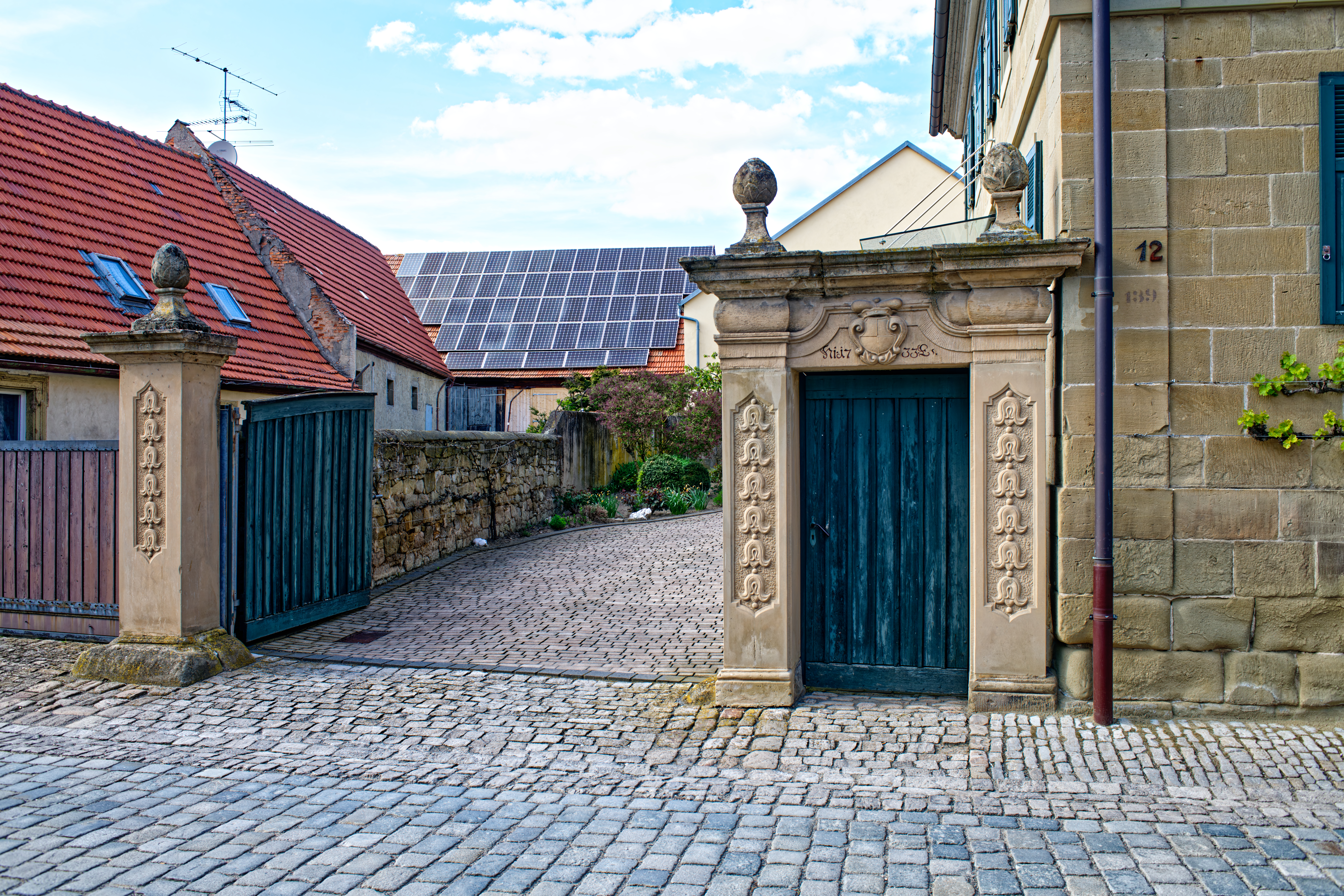
Schilfsandsteinportal in Abtswind

Das Geotop nimmt eine Fläche von ca. 5000 m² ein und wurde vom Bayerischen Landesamt für Umwelt mit der Geotopkennung 675A013 versehen. Besonderen Schutz erfährt der hier sichtbare feinkörnige Schilfsandstein mit seiner gleichmäßigen Struktur, der auf einer, für den Mittleren Steigerwald typischen, Gipskeuperschicht aufliegt. Im Steinbruch wurden bereits im 19. Jahrhundert Schachtelhalm-Fossilien ausgegraben, die zu den ältesten wissenschaftlich ausgewerteten fossilen Pflanzenfunden Frankens zählen. Der Steinbruch wird seit 1997 wieder in zwei Lagen mit jeweils zwei bis drei Metern Mächtigkeit von einer Firma aus Kleinlangheim abgebaut. Das Geotop ist aufgrund seiner Lage als Exkursions-, Forschungs- und Lehrobjekt interessant, der geowissenschaftliche Wert wird mit „wertvoll“, dem zweithöchsten Wert, angegeben.
Besondere Bedeutung hat der Ortelsbruch allerdings für die regionale und überregionale Kunst- und Kulturgeschichte. Der Steinbruch diente bereits seit dem Mittelalter als bedeutende Quelle für den grünen Schilfsandstein. So wurde der Bamberger Reiter aus den Blöcken des Gesteins gehauen. Die farbliche Zusammensetzung des Gesteins und die leichte Bearbeitbarkeit bei gleichzeitig langer Haltbarkeit weckte vor allem im Barock das Interesse unterschiedlicher Baumeister und Bildhauer. Während die meisten Bauten in Abtswind selbst mit Steinen aus dem Ortelsbruch errichtet wurden, konnte die Verwendung außerdem auf den Baustellen Balthasar Neumanns (barocke Klosterkirche Münsterschwarzach, Würzburger Residenz) und bei Ferdinand Dietz (Figuren auf der Alten Mainbrücke in Würzburg) nachgewiesen werden. Außerdem sollen sie in Werken von Matthäus Daniel Pöppelmann und des Bildhauers Balthasar Permoser (Dresdner Zwinger) zu finden sein.